# اکس‌کالیبور (فیلم)
اکس‌کالیبور (انگلیسی: Excalibur) فیلمی در ژانر فانتزی به کارگردانی جان بورمن است که در سال ۱۹۸۱ منتشر شد.

## داستان
در دوران سده‌های میانه تاریک، جادوگر مرلین شمشیر جادویی اکسکالیبر را از بانوی دریاچه برای اوتر پندراگون به دست می‌آورد که به عنوان پادشاه اعلام می‌شود. در ازای فرزند آیندهٔ آن‌ها، مرلین به اوتر کمک می‌کند تا ایگرین، همسر گورلوآ، دوک کورنوال، را فریب دهد، در حالی که دوک در نبرد کشته می‌شود. ایگرین فرزند پسری به نام آرتور به دنیا می‌آورد و مرلین پسر را با خود می‌برد. اوتر که در کمین سربازان دوک گرفتار شده و در حال مرگ است، اکسکالیبر را درون سنگی فرو می‌برد و مرلین اعلام می‌کند که هر کس شمشیر را از سنگ بیرون بکشد، پادشاه خواهد شد.
مرلین، سِر اکتور را مسئول پرورش آرتور می‌کند و او به عنوان ملازم پسر اکتور، سِر کی، بزرگ می‌شود. در جوانی، آرتور اکسکالیبر را از سنگ بیرون می‌کشد و ثابت می‌کند که وارث قانونی اوتر است. لئودگرانس وفاداری خود را به آرتور اعلام می‌کند، اما شوالیه‌هایی که مشروعیت سلطنت آرتور را به دلیل نامشروع بودنش زیر سؤال می‌برند، با او مخالفت می‌کنند. در دفاع از قلعهٔ لئودگرانس و دخترش گوئینویر، آرتور اوریِن را شکست می‌دهد و او را مجبور می‌کند که به او لقب شوالیه بدهد و به او سوگند وفاداری یاد کند. شیفتهٔ گوئینویر، آرتور هشدار مرلین را که روزی او به شخص دیگری دل خواهد بست، نادیده می‌گیرد.
سال‌ها بعد، شوالیهٔ شکست‌ناپذیر لنسلوت تقریباً آرتور را شکست می‌دهد، اما آرتور با استفاده از قدرت اکسکالیبر او را مغلوب می‌کند و شمشیر می‌شکند. بانوی دریاچه شمشیر را به آرتور پشیمان بازمی‌گرداند و لنسلوت به او سوگند وفاداری می‌خورد. با اتحاد سرزمین، آرتور و شوالیه‌هایش میز گرد و قلعهٔ کملوت را ایجاد می‌کنند. در حالی که لنسلوت و گوئینویر به صورت پنهانی به یکدیگر دل بسته‌اند، لنسلوت او را برای ازدواج با آرتور همراهی می‌کند و اعلام می‌کند که وفاداری او به پادشاه بر عشقش به گوئینویر برتری دارد. خواهر ناتنی آرتور، مورگانا، به مرلین نشان می‌دهد که او نیز جادوگر است و لنسلوت پرسوال را که امیدوار است شوالیه شود، به کملوت می‌آورد.
مورگانا، گاواين را تحت تأثیر قرار داده و او در حالت مستی گوئینویر را به خیانت به پادشاه متهم می‌کند و دوئلی برای اثبات بی‌گناهی او ترتیب داده می‌شود. آرتور که مصمم است به عنوان قاضی بی‌طرف عمل کند، نمی‌تواند خود از شرافت گوئینویر دفاع کند. وقتی هیچ قهرمانی برای دفاع از ملکه پیش‌قدم نمی‌شود، پرسوال به میدان می‌آید، اما لنسلوت از راه می‌رسد، گاواین را شکست می‌دهد و جان او را می‌بخشد. لنسلوت به جنگل می‌گریزد و گوئینویر که تحت تأثیر قرار گرفته است، او را دنبال می‌کند و آن‌ها با هم رابطه برقرار می‌کنند. مرلین این موضوع را به آرتور تأیید می‌کند و او اکسکالیبر را بین عاشقان خوابیده فرو می‌کند. ارتباط جادویی مرلین با سرزمین او را به شمشیر گرفتار می‌کند و مورگانا او را در دام می‌اندازد و طلسم ساختن او را می‌رباید.
مورگانا با گرفتن ظاهر گوئینویر، آرتور را فریب داده و پسری به نام موردرد به دنیا می‌آورد و سرزمین را با قحطی و بیماری آلوده می‌کند. آرتور، که با رعد جادویی ضعیف شده، شوالیه‌هایش را برای یافتن جام مقدس می‌فرستد، به امید احیای سرزمین و خودش. بسیاری از شوالیه‌ها در جست‌وجوی خود کشته می‌شوند یا به خدمت مورگانا در می‌آیند، اما پرسوال در برابر حملات او مقاومت می‌کند. موردرد که به بلوغ رسیده، تاج و تخت آرتور را طلب کرده و تهدید به تسخیر کملوت می‌کند. پرسوال، که نمی‌تواند اوریِن را از چنگ موردرد نجات دهد، مورد حملهٔ لنسلوت که از شوالیه بودن دست کشیده است، قرار می‌گیرد.
پرسوال که نزدیک به غرق شدن است، به جام مقدس منتقل شده و شایستگی خود را اثبات می‌کند، جام را به آرتور می‌آورد. او از جام می‌نوشد و همراه با سرزمین احیا می‌شود و سِر کی را فرا می‌خواند تا نیروهای باقیمانده را علیه موردرد بسیج کند. آرتور، گوئینویر را در صومعه‌ای پیدا می‌کند، با او آشتی می‌کند و او اکسکالیبر را به آرتور بازمی‌گرداند. در استون‌هنج، عشق آرتور مرلین را آزاد می‌کند و آن‌ها گفت‌وگوی نهایی خود را دارند. مرلین مورگانا را فریب می‌دهد تا طلسم ساختن را بخواند و قدرت‌های او را تضعیف می‌کند و میدان نبرد را با مهی فرا می‌گیرد. موردرد مادر پیرش را کشف کرده و او را با انزجار می‌کشد.
آرتور و سربازانش با نیروهای موردرد نبرد می‌کنند و از مه به نفع خود استفاده می‌کنند. لنسلوت به کمک آرتور می‌آید، با دوست خود آشتی می‌کند و به عنوان شوالیهٔ واقعی می‌میرد. آرتور، موردرد را می‌کشد، اما خود نیز به شدت زخمی می‌شود و به پرسوال فرمان می‌دهد که اکسکالیبر را به آب بیندازد، زیرا می‌داند که شمشیر برای پادشاهی شایسته دوباره ظهور خواهد کرد. بانوی دریاچه شمشیر را می‌گیرد و ناپدید می‌شود و پرسوال نظاره می‌کند که آرتور بر روی کشتی‌ای به سوی آوالون حرکت می‌کند.

## بازیگران
- نیگل تری
- هلن میرن
- نیکول ویلیامسون
- گابریل بیرن
- لیام نیسون
- کورین ردگریو
- پاتریک استوارت
- کیران هایندز
- دیوید دی کایسر